# Sulamith Messerer
Sulamith Mikhailovna Messerer (russe : Сулами́фь Миха́йловна Мессере́р), née le 27 août 1908 à Moscou (Empire russe) et morte le 3 juin 2004 à Londres (Royaume-Uni), est une ballerine et chorégraphe russe.

## Biographie

### Famille
Sulamith Messerer est née dans une famille juive lituanienne (Litvaks) dont le père, Mikhaïl Messerer, est dentiste et la mère est Sima Chabad, . Elle est l'une de leurs neuf enfants. Chaque enfant  de cette famille reçoit un nom biblique : Pnina, Azariah, Mattany, Rachel, Asaf (ou Assaf), Elisheva, Sulamith (ou Shulamith), Emanuel, Abinadab et Erella.
Sulamith Messerer, son frère Azari Azarin (acteur), sa sœur Rachel Messerer et son frère Asaf Messerer (danseur de ballet, chorégraphe) sont à l'origine d'une dynastie de danseurs et de maîtres de ballet exceptionnels.
Son fils, Mikhaïl Messerer, danse pour le Royal Ballet.

### Ballet
Sulamith Messerer apprend la danse dès l'âge de huit ans à l'Académie de chorégraphie de Moscou auprès de Vassili Tikhomirov et Elisabeth Gerdt et danse au Théâtre Bolchoï de 1926 à 1950. En 1929, elle est promue prima ballerina du ballet du Bolchoï et le reste pendant vingt-cinq ans. 
En 1933, Sulamith Messerer et son frère Asaf Messerer deviennent les premiers danseurs soviétiques à visiter l'Europe de l'Ouest,. 
Après l'arrestation de sa sœur Rachel Messerer-Plissetskaïa lors de la Grande Purge, Sulamith Messerer adopte sa fille, Maïa Plissetskaïa, qu'elle forme et qui deviendra l'une des plus grandes ballerines de tous les temps. De 1950 à 1980, elle est maîtresse de ballet et professeur au Théâtre Bolchoï. Elle y forme notamment Natalia Kassatkina.
Dès 1961, elle passe beaucoup de temps à Tokyo, où, grâce à sa maîtrise du japonais, elle joue un rôle déterminant dans la création du  Ballet de Tokyo. 
En 1980, à l'âge de 72 ans, elle quitte son pays pour la Grande-Bretagne, où elle continue à travailler, son enseignement étant très demandé et elle forme notamment Rudolf Noureev, Natalia Makarova, Antoinette Sibley et Sylvie Guillem.

### Natation
Sulamith Messerer pratique également la natation toute sa vie ; elle détenait le record soviétique de natation du 100 mètres crawl entre 1927 et 1930.

## Décorations
Ses nombreuses décorations incluent le prix Staline (1946), l'artiste du peuple de la RSFSR (1962), l'Ordre des trésors sacrés (1996). Elle est la première russe à recevoir l'Ordre de l'Empire britannique (2000).